# アドレな!ガレッジ
『アドレな!ガレッジ』は、テレビ朝日系列で放送されていた深夜番組。キャッチフレーズは「アドレナリン！分泌バラエティー」。

## 放送
2004年10月9日放送開始し、2005年9月までは毎週土曜0:45 - 1:15（金曜深夜）に放送されていた。同年10月から2009年9月の番組終了までテレビ朝日では毎週水曜0:15 - 0:45（火曜深夜）に放送されていた。
この番組初のスペシャルとなる85分拡大版が2005年12月13日 23:15 - 翌0:40に放送された。2回目の85分拡大版は2006年4月11日 23:15 - 翌0:40に放送された。2006年6月12日には19:00 - 20:54（月バラ!枠）に初めてのゴールデンタイム2時間スペシャルを放送。2008年3月18日には同時間帯に2回目のゴールデンスペシャルが放送された。このゴールデン2時間スペシャルよりハイビジョン制作。
2009年10月6日から、0時台の帯番組「お願い!ランキング」開始の為、9月30日をもって放送終了となった。遅れネットの系列局もある為、最終回はそれぞれ異なる。
2009年12月23日にDVDが3巻発売された。これの宣伝も兼ねて、2009年12月30日未明にレギュラー放送終了後初の特番が放送された。

## 出演者
レギュラー
- ガレッジセール（川田広樹、ゴリ）
- 山本梓（アシスタント、2004年10月9日 - 2005年3月26日）
- 熊切あさ美（アシスタント、2005年4月2日 - 2009年6月10日）
- 原田まりる（アシスタント、2009年8月26日 - 2009年9月23日[1]）
- ゲスト（若手芸人に限らず、グラビアアイドルやモデル等も一部の企画で出演している）

## 概要
テレビ朝日では「Gallage Vanguard」（2002年9月終了）以来2年ぶりとなるガレッジセールの冠番組。
ドキドキすると分泌されるホルモン・アドレナリンの出方を番組独自の方法で計測し、さまざまなシチュエーションにおけるアドレナ指数（アドレナリン放出量、番組独自の単位）を競う。主にゲストの若手芸人やガレッジセールの2人が挑戦する。
しかし後に大半の企画でアドレナリン測定は形骸化し、単に芸人が体を張った企画に挑む内容になって、規制の多い近年のテレビ番組では珍しく、かなり過激な部類に入る体当たり系バラエティ番組であった。
末期は、体当たり企画は少なくなった。

## シリーズ企画
寝起きでアドレナリン
ゲストが脳波でねたかどうかを確認後、テーマに沿ったコスプレをしたゴリが、芸人やグラビアアイドルの寝起きを様々な仕掛けで襲って驚かせる。毎回、旅館で宴会の後に行う。あまりにも過激な映像で一時は封印されていたこともある。
アドレな晩餐会
芸人チームとアイドルチーム等、2チームの対戦形式。料理を堪能しながら、互いに悪口を言ったり秘密を暴露して感情を煽ったり、官能小説や自身がドッキリに引っ掛けられているVTRを視聴しながら、どれだけアドレな指数を抑えられるかを競う。
女のアド上げバトル
ゴリチームと川田チームの対抗戦。味方であるグラビアアイドルに無理難題をやらせて、どれだけそのアイドルのアドレな指数を上げられるかを競う。
アドレなすごろく
ゴリチームと川田チームがゴールを目指しご褒美を貰う企画。最初はゴールから100km離れた時点からスタート。スタート前及び2時間に1回、アド上げタイムと称して、その場所にある物を使って体を張り、自らのアドレな指数を上げる事に挑む。挑戦する人数及び誰が挑戦するかはくじ引きで決め、1アドレなにつき10円を獲得。獲得した資金を使って進み、先に全員でゴールした方がご褒美を堪能できる。
アドレな女学園
芸人が先生役となってヤンキー女生徒を相手に、様々なミッションを実行していく。アドレナ指数が基準をオーバーすると“不採用”となる。
アドレなフィーリングカップル
芸人のお見合い企画。しかしその相手は必ずと言っていいほど、ゲイである。
アドレなクッキング〜キスへのプレリュード
美女とキスしたいという芸人たちが、美女たち（その中にはゲイもいる）に料理を振る舞う。料理を食べてアドレナ指数が最も上がった人とキス出来るのだが、今までの結果ではゲイとキスしてしまったケースがほとんど。
アドレな大脱走
ゴリのチームが犯人役として逃げ、川田、くまきりのチームが刑事、婦警役として追う。ゴリのAD値が基準値をオーバーするとGPSが作動し、川田班にゴリの居場所がわかるようになっている。制限時間内に逃げ切れたらゴリチームの勝ち、逮捕すれば川田班の勝ち。
アドレな! ノーリアクションツアー
出演者は目の前で起きるさまざまな出来事に対し、アドレな指数を上げずに過ごさなければならない。アドレナ指数が基準の100を超えると、頭上のパトランプが点灯し、連帯責任として全員が罰金を払わされる。
アドレな! 山ちゃん救済企画
南海キャンディーズの山ちゃんが、番組からの返金を賭けて、過酷なチャレンジに挑む。これはかつて当番組のスペシャルにおいて、全財産を賭けた韓国でのカジノ一発勝負に敗れて財産を無くした為、そんな山ちゃんを救済しようという意図で行われていたが、チャレンジが成功することはまず無く、チャレンジが成功した場合でも、チャレンジに利用した車を傷付けた等の理由で、結局損失が増えてしまうことが多い。
その後バナナマンの日村勇紀も番組の企画で財産を失ったため下記の「ブサイクフレンドパーク」の企画が始まる。
アドレな! 英語でクッキング
始めに料理のレシピを選択する。材料から作り方まで全て英語。よって、分からないものは推測しないといけない。とんでもない料理ができてしまうことが結構多いが、奇跡的に近い料理ができることもある。できた料理は、それを作ったチームが食べる。
アドレなドッキリ大会 堤下ドッキリ
インパルスの堤下敦をターゲットにして、それ以外の出演者らが仕掛け人となり、ドッキリを行う。番組の締めには必ずAV男優が堤下を抱え上げ駅弁体位で締めるのが恒例だった。
おしゃれ目利きバトル! ゆきちファッションを探せ!
川田チームとゴリチームの対抗戦。都内を探索してチームのうち1人は1万円以内で買ったファッションでコーディネート、その1人を互いに当てるゲーム。人気女性雑誌の現役・元看板モデルが多数出演した、番組中でも異色な企画。
アドレな! グルメ対決 一口丼
ゴリチームとゲストチームがスプーンの一口サイズで食べられるどんぶりを作って、試食ゲストに判定してもらう。
財布のお金倍チャンス
最近の主要企画。ロビーで待ち伏せてその場での所持金をゲームによってお金を倍額にする。人の家を訪ねる出張版、団体で挑戦する団体戦がある。比較的ゆるい企画のためか宣伝目的でめったに出ないゲストが出演することも。
NOT MINE3
挑戦者の家の中に番組が用意した小物を3つ紛れ込まされているので挑戦者は自分の物でない物（NOT MINE）を探し当てる。制限時間30分以内に全て探し当てることができれば財布の中が倍になる。ただし2回の不正解で失格。独立コーナーに昇格後は成功で10万円。
THE制限時間
制限時間内に決められたミッションをこなしていく。
車庫入れカーパズル
大学教授監修のもと、制作されたダンボール製の車庫に数台の車を入れる。一見入らなさそうな所に入れなければならなかったり入れる順番やテクニックを考えなければ攻略できない。
車は普通乗用車や高級リムジンやトラック。さらにはコンバインといった特殊車も運転する場合がある。運転する車はステージごとに抽選で決まる（1人が複数台担当する場合もある）。
ヒントをもらうことも可能だが、代償としてメンバーうち誰かの秘密を暴露させられる。
内包時代はクリアで賞金だったが、独立後は2ステージクリアで成功。失敗時はメンバー1人の秘密を暴露される。
アドレな! 心理学発表会
出演者に仕掛けたドッキリを理論付けて発表する。
クイズ! 誰に憧れてたんでショー
若手芸人に誰に憧れて芸人になったかを聞き、回答者（ゴリとゲストの芸人）に当ててもらう。しかし、何故か回答者は「私に憧れて」や「相方に憧れて」と考える気ゼロである。毎回「僕と○○が昔組んでいたコンビ」（当然架空のコンビ）などのフリで、回答者によるアドリブコントが行われるのが恒例。
ゴリジナル1
ゴリが自分にしかできない技を見せ、それが本当にゴリジナルが池谷幸雄、ボビー・オロゴン、小島よしおが挑戦し、1人でも成功すれば認定失敗。全員失敗で認定となる。
常連なんですう
3つある店の内、どれか1つは行きつけではない店を当てる。ゴリ曰くネオバラエティ枠に向けに作った企画。
爆笑写真対決
自分たちが見つけた面白い写真を見てもらい、スタッフがどちらがおもしろいかを判定する。組み合わせを変え2回戦行う。
幸せの黄色いフリップ
未だに忘れられない元カノにラブレターを出し、好きな男性のタイプを書いてもらう。それが本人だったらOK。
ブサイクフレンドパーク
番組で金を大損したバナナマンの日村勇紀と南海キャンディーズの山里亮太が資金を返してもらうため、いろんなゲームへ挑戦する。結局最後は賞金を獲得するダーツが遠すぎたり、ボードが鉄製ということで賞金を出さないしくみになっている。

## エンディングテーマ
- 2005年
  - 1-3月度 「Winter Bells」RATHER UNIQUE
  - 4-6月度 「FEEL」BEAT CRUSADERS
  - 7-9月度 「Ride My Bike」smorgas
  - 10-12月度 「ALIVE」SOUL'd OUT
- 2006年
  - 1-3月度 「Lies」倖田來未
  - 4-6月度 「i Need Love」中ノ森BAND
  - 7-9月度 「777（スリーセブン）」SNAIL RAMP
  - 10-12月度 「Giver」EXILE
- 2007年
  - 1-3月度 「NIGHT LINE」The Birthday
  - 4-6月度 「Love Don't Cry」m-flo loves Crystal Kay
  - 7-9月度 「黒衣の天女」陰陽座
  - 10-12月度 「ASHES -1969-」GLAY
- 2008年
  - 1-3月度 「ジェラシー」INFINITY16 welcomez JESSE from RIZE
  - 4-6月度 「My Treasure」GOING UNDER GROUND
  - 7-9月度 「SUPER SHINE」EXILE

## 各地のネット局と放送時間
九州地方の放送局では「ドォーモ」を放送するため、各地で放送時間が異なるほか、西日本のほとんどの地域では遅れ放送になっている（詳しくは同番組が放送されている枠「ネオバラ第2部」の項目を参照）。
| 放送対象地域   | 放送局                   | 系列           | 放送日時                     | 備考       |
| -------------- | ------------------------ | -------------- | ---------------------------- | ---------- |
| 関東広域圏     | テレビ朝日（EX）         | テレビ朝日系列 | 水曜 0:15 - 0:45（火曜深夜） | 制作局     |
| 青森県         | 青森朝日放送（ABA）      | テレビ朝日系列 | 水曜 0:15 - 0:45（火曜深夜） | 同時ネット |
| 岩手県         | 岩手朝日テレビ（IAT）    | テレビ朝日系列 | 水曜 0:15 - 0:45（火曜深夜） | 同時ネット |
| 宮城県         | 東日本放送（KHB）        | テレビ朝日系列 | 水曜 0:15 - 0:45（火曜深夜） | 同時ネット |
| 秋田県         | 秋田朝日放送（AAB）      | テレビ朝日系列 | 水曜 0:15 - 0:45（火曜深夜） | 同時ネット |
| 山形県         | 山形テレビ（YTS）        | テレビ朝日系列 | 水曜 0:15 - 0:45（火曜深夜） | 同時ネット |
| 新潟県         | 新潟テレビ21（UX）       | テレビ朝日系列 | 水曜 0:15 - 0:45（火曜深夜） | 同時ネット |
| 長野県         | 長野朝日放送（abn）      | テレビ朝日系列 | 水曜 0:15 - 0:45（火曜深夜） | 同時ネット |
| 静岡県         | 静岡朝日テレビ（SATV）   | テレビ朝日系列 | 水曜 0:15 - 0:45（火曜深夜） | 同時ネット |
| 石川県         | 北陸朝日放送（HAB）      | テレビ朝日系列 | 水曜 0:15 - 0:45（火曜深夜） | 同時ネット |
| 香川県・岡山県 | 瀬戸内海放送（KSB）      | テレビ朝日系列 | 水曜 0:15 - 0:45（火曜深夜） | 同時ネット |
| 福島県         | 福島放送（KFB）          | テレビ朝日系列 | 水曜 1:10 - 1:40（火曜深夜） | 55分遅れ   |
| 福岡県         | 九州朝日放送（KBC）      | テレビ朝日系列 | 水曜 1:15 - 1:45（火曜深夜） | 1時間遅れ  |
| 中京広域圏     | メ〜テレ（NBN）          | テレビ朝日系列 | 金曜 0:15 - 0:45（木曜深夜） | 遅れネット |
| 広島県         | 広島ホームテレビ（HOME） | テレビ朝日系列 | 水曜 0:10 - 0:40（火曜深夜） | 遅れネット |
| 山口県         | 山口朝日放送（yab）      | テレビ朝日系列 | 水曜 0:15 - 0:45（火曜深夜） | 遅れネット |
| 長崎県         | 長崎文化放送（NCC）      | テレビ朝日系列 | 水曜 1:15 - 1:45（火曜深夜） | 遅れネット |
| 大分県         | 大分朝日放送（OAB）      | テレビ朝日系列 | 水曜 1:15 - 1:45（火曜深夜） | 遅れネット |
| 鹿児島県       | 鹿児島放送（KKB）        | テレビ朝日系列 | 火曜 1:10 - 1:40（月曜深夜） | 遅れネット |
| 沖縄県         | 琉球朝日放送（QAB）      | テレビ朝日系列 | 水曜 0:15 - 0:45（火曜深夜） | 遅れネット |
| 熊本県         | 熊本朝日放送（KAB）      | テレビ朝日系列 | 金曜 1:10 - 1:40（木曜深夜） | 遅れネット |
| 北海道         | 北海道テレビ（HTB）      | テレビ朝日系列 | 金曜 0:40 - 1:10（木曜深夜） | 遅れネット |
| 近畿広域圏     | 朝日放送（ABC）          | テレビ朝日系列 | 金曜 1:26 - 1:56（木曜深夜） | 遅れネット |
| 高知県         | テレビ高知（KUTV）       | TBS系列        | 土曜 15:30 - 16:00           | 遅れネット |
| 島根県・鳥取県 | 山陰放送（BSS）          | TBS系列        | 火曜 1:25 - 1:55（月曜深夜） | 遅れネット |
| 愛媛県         | 愛媛朝日テレビ（eat）    | テレビ朝日系列 | 土曜 1:24 - 1:54（金曜深夜） | 遅れネット |

## スタッフ
- ナレーター：うすいたかやす
- 構成：石原健次、松井洋介、榊暁彦、米川榮一
- カメラ：黒崎修一、遠山眞史
- 音声：佐藤耕司
- 編集：嶋野淳子
- MA：竹岡良樹
- 音効：中村充（アーツポート企画）
- タイトル：リトルペア
- ヘアメイク：atelier jam
- 美術：吉木崇（テレビ朝日クリエイト）
- 美術進行：仲田幸正（テレビ朝日クリエイト）
- 技術協力：クラフトフィールド、OmnIBUS JAPAN
- 協力：ウッドベリーズ、MightyDiner、コーキーズハウス
- 衣装協力：DU・DE+DO
- 制作協力：よしもとクリエイティブ・エージェンシー（2007年9月まで吉本興業と表記）
- 編成：松野良紀（テレビ朝日）
- 広報：佐々木孝（テレビ朝日）
- デスク：長島美穂（テレビ朝日）
- AD：石川敬大、片山雄飛、大河原洋史
- ディレクター：細木美奈、関野政昭（クリエイティブ30）小林剛、堤俊博
- プロデューサー：畔柳吉彦（テレビ朝日、2009年7月までCP）、ローリ・バーバラ（クリエイティブ30）
- 演出・プロデューサー：小島健嗣（テレビ朝日）
- ゼネラルプロデューサー：藤井智久（テレビ朝日）
- 制作協力：クリエイティブ30（旧スーパープロデュース）
- 制作：テレビ朝日

### 過去のスタッフ
- ディレクター：佐藤伸行、有馬巨人、大城浩一郎
- チーフプロデューサー：加藤秀之（テレビ朝日）
- プロデューサー：森亜希子（クリエイティブ30）
- AP：松井正樹（テレビ朝日）
- 構成：樋口卓治、岩本哲也
- 編成：渡辺実、金澤美保、岩崎浩（テレビ朝日）
- 広報：小出わかな、望野智美（テレビ朝日）
- デスク：伴倫子（テレビ朝日）
- カメラ：青木芳行
- VE：佐藤直樹、多田英利、白井宗敏
- 編集：国井勝雄 → 大橋一明、宮部真也
- MA：村上敏之、志村武浩、川原崎智史 → 飯野和義（オムニバスジャパン）
- ヘアメイク：shin
- 協力：能力開発研究所、日本光電
- 技術協力：ワークビジョン、ヌーベルPC
- 音楽協力：テレビ朝日ミュージック